# Proasphondylia formosa
Proasphondylia formosa är en tvåvingeart som beskrevs av Maia 1993. Proasphondylia formosa ingår i släktet Proasphondylia och familjen gallmyggor. Inga underarter finns listade i Catalogue of Life.